# Límite permisible ponderado
Se entiende por límite permisible ponderado (Lpp), y conforme al Decreto Supremo Nº594 de la República de Chile que establece el reglamento sobre las Condiciones Sanitarias y Ambientales Básicas en los Lugares de Trabajo, como al " máximo permitido para el promedio ponderado de las concentraciones ambientales de contaminantes químicos existente en los lugares de trabajo durante la jornada normal de 8 horas diarias, con un total de 45 horas semanales".